# Ла-Шез (кантон)
Ла-Шез (фр. La Chèze) — упраздненный кантон во Франции, в регионе Бретань, департамент Кот-д’Армор. Входил в состав округа Сен-Бриё.
Код INSEE кантона — 2208. Всего в кантон Ла-Шез входило 9 коммун, из них главной коммуной являлась Ла-Шез.

## Коммуны кантона
| Коммуна                   | Население, чел. (1999) | Почтовый индекс | Код INSEE |
| ------------------------- | ---------------------- | --------------- | --------- |
| Коэтлогон                 | 249                    | 22110           | 22043     |
| Ла-Пренессе               | 858                    | 22110           | 22255     |
| Ла-Ферьер                 | 448                    | 22110           | 22058     |
| Ла-Шез                    | 569                    | 22110           | 22039     |
| Ле-Камбу                  | 526                    | 22110           | 22027     |
| Племе                     | 2936                   | 22110           | 22183     |
| Плюмьё                    | 1075                   | 22110           | 22241     |
| Сен-Барнабе               | 1341                   | 22600           | 22275     |
| Сент-Этьен-дю-Ге-де-л’Иль | 378                    | 22110           | 22288     |

## Население
Население кантона на 2006 год составляло 8 330 человек.
| 1962 | 1968 | 1975 | 1982 | 1990 | 1999  | 2006  | 2007 |
| ---- | ---- | ---- | ---- | ---- | ----- | ----- | ---- |
| -    | -    | -    | -    | -    | 8 380 | 8 330 | -    |